# استفان برنینکمیر
استفان برنینکمِـیِـر (هلندی: Stephan Brenninkmeijer؛ زادهٔ ۲۷ ژوئن ۱۹۶۴) کارگردان فیلم، فیلم‌نامه‌نویس و تهیه‌کننده اهل هلند است.
از فیلم‌هایی که وی در آن‌ها نقش داشته‌است، می‌توان به در قفس اشاره نمود.